# Juan de Lobera
Juan de Lobera (¿Zaragoza?, 1620/1625-Madrid, 1681) fue un arquitecto, retablista y maestro de obras español activo en la segunda del siglo XVII. Sus primeros trabajos como carpintero y retablista le proporcionaron suficiente reconocimiento en la época para trabajar como maestro de obras en la capilla de San Isidro (Madrid) de 1659 a 1669. Su estilo se encuadra dentro del barroco madrileño de mediados del siglo XVII. Realizó también algunas obras en Segovia.

## Biografía
Nacido en Aragón se trasladó desde muy joven a la corte en Madrid. En sus primeras etapas ejerce como carpintero. A mediados del siglo XVII se encuentra trabajando en la capilla de la Congregación de Cristo de la iglesia de San Ginés.
Sus trabajos como arquitecto en la capilla de San Isidro, en sustitución del fallecido José de Villarreal, le hicieron famoso en la época, recibiendo a partir de entonces encargos como tracista y arquitecto. Ideó igualmente el baldaquino del interior de la iglesia (destruido en 1936, desde 1767 cobijaba una estatua de San Isidro tallada en madera por Isidro Carnicero en sustitución del arca con las reliquias del santo). Uno de los primeros encargos fue el de realizar las trazas del Nuevo Real Pósito de Madrid que se haría en el barrio de Villanueva (cercano a la Puerta de Alcalá) en el periodo que va desde 1664 al 1678. En este periodo comienza en 1675 la construcción del Convento de la Natividad y San José (conocido popularmente como el convento de las Baronesas por ser encargo de la baronesa Beatriz de Silveira. Viuda y testamentaria del barón Jorge de Paz y Silveira) y que finaliza tras su muerte en 1681 el maestro de obras Juan de Pineda a comienzos del siglo XVIII. Este Convento se encontraba en la calle de Alcalá a la altura de la actual sede del Círculo de Bellas Artes.